# Grande Prémio do Midi Libre
O Grande Prémio do Midi Libre (oficialmente: Grand Prix du Midi Libre; mais conhecido como simplesmente Midi Libre) foi uma prova ciclista francesa.
Nascida em 1949, decorria no sul de França e era considerada como uma boa preparação para a Volta à França. O seu nome era devido ao jornal que organizou a prova. Foi suprimida do calendário internacional no ano 2003 por problemas económicos ainda que em 2004 voltou de novo com o nome de Tour du Languedoc-Roussillon para posteriormente desaparecer definitivamente. Costumava concluir na semana anterior à Dauphiné Libéré como preparação para o Tour de France. Em seus últimos anos esteve catalogada de categoria 2.1.
A carreira constava de 5 etapas.
Os ciclistas mais destacados que puseram seu nome no palmarés são Raphaël Géminiani, Luis Ocaña, Eddy Merckx, Raymond Poulidor, Francesco Moser, Miguel Indurain e Laurent Jalabert.

## Palmarés
| Ano  | Ganhador                 | Segundo                   | Terceiro                  |
| ---- | ------------------------ | ------------------------- | ------------------------- |
| 1949 | Henri Massal             | Marius Bonnet             | Raphaël Geminiani         |
| 1950 | Antonin Rolland          | Raphaël Geminiani         | Pierre Fautrier           |
| 1951 | Raphaël Geminiani        | Roger Buchonnet           | Antonio Gelabert          |
| 1952 | Siro Bianchi             | Louison Bobet             | Marius Bonnet             |
| 1953 | Pierre Nardi             | Paul Matteoli             | Adolphe Deledda           |
| 1954 | Jesús Martínez           | Siro Bianchi              | Georges Meunier           |
| 1955 | Miguel Poblet            | Lucien Demunster          | Albert De Bruyne          |
| 1956 | Antonin Rolland          | René Privat               | Ugo Anzile                |
| 1957 | Jean-Pierre Schmitz      | Frans Schoubben           | Valentin Huot             |
| 1958 | Francis Pipelin          | Joseph Morvan             | François Mahé             |
| 1959 | Jean Brankart            | François Mahé             | Raymond Mastrotto         |
| 1960 | Valentin Huot            | Marcel Queheille          | Raymond Mastrotto         |
| 1961 | Joseph Groussard         | Jean-Claude Annaert       | Raymond Poulidor          |
| 1962 | Mies Stolker             | Edouard Delberghe         | Raymond Mastrotto         |
| 1963 | Fernando Manzaneque      | Jan Janssen               | Edouard Delberghe         |
| 1964 | André Foucher            | Raymond Mastrotto         | Victor Van Schil          |
| 1965 | André Foucher            | Jean Stablinski           | Tom Simpson               |
| 1966 | Jean-Claude Theilliere   | Raymond Delisle           | Julien Delocht            |
| 1967 | Michel Grain             | Roger Pingeon             | Raymond Poulidor          |
| 1968 | não se disputou          | não se disputou           | não se disputou           |
| 1969 | Luis Ocaña               | Ferdinand Bracke          | Remi Van Vreckom          |
| 1970 | Walter Ricci             | José Gomez-Lucas          | Charly Grosskost          |
| 1971 | Eddy Merckx              | Joop Zoetemelk            | André Dierickx            |
| 1972 | Cyrille Guimard          | Joop Zoetemelk            | Yves Hezard               |
| 1973 | Raymond Poulidor         | Joop Zoetemelk            | Marano Martinez           |
| 1974 | Jean-Pierre Danguillaume | Barry Hoban               | Frans Verbeeck            |
| 1975 | Francesco Moser          | Joop Zoetemelk            | Christian Seznec          |
| 1976 | Alain Meslet             | Lucien Van Impe           | Bernard Hinault           |
| 1977 | Wladimiro Panizza        | Bernard Thevenet          | Joop Zoetemelk            |
| 1978 | Claudio Bortolotto       | Gilbert Le Lay            | Ludo Loos                 |
| 1979 | Giuseppe Saronni         | Joaquim Agostinho         | Pierre-Raymond Villemiane |
| 1980 | Jean-René Bernaudeau     | Joaquim Agostinho         | Johan Van der Velde       |
| 1981 | Jean-René Bernaudeau     | Christian Levavasseur     | Ludo Peeters              |
| 1982 | Jean-René Bernaudeau     | Francesco Moser           | Kim Andersen              |
| 1983 | Jean-René Bernaudeau     | Joop Zoetemelk            | Patrick Bonnet            |
| 1984 | Dominique Gard           | Marc Durant               | Alain Vigneron            |
| 1985 | Silvano Contini          | Eric Caritoux             | François Lemarchand       |
| 1986 | Claude Criquielion       | Jean-René Bernaudeau      | Peio Ruiz Cabestany       |
| 1987 | Patrice Esnault          | Julian Gorospe            | Marc Madiot               |
| 1988 | Claude Criquielion       | Éric Boyer                | Jos Haex                  |
| 1989 | Jerome Simon             | Gérard Rué                | Jean-Claude Colotti       |
| 1990 | Gérard Rué               | Dominique Arnaud          | Jean-Claude Colotti       |
| 1991 | Gilbert Duclos-Lassalle  | Martial Gayant            | Frank Van Den Abeele      |
| 1992 | Luc Leblanc              | Ján Svorada               | Viacheslav Yekímov        |
| 1993 | Maurizio Fondriest       | Dominique Arnaud          | Roberto Pelliconi         |
| 1994 | Ján Svorada              | Pavel Tonkov              | Roberto Conti             |
| 1995 | Miguel Induráin          | Richard Virenque          | Thierry Laurent           |
| 1996 | Laurent Jalabert         | Laurent Brochard          | Richard Virenque          |
| 1997 | Alberto Elli             | Georg Totschnig           | Bart Voskamp              |
| 1998 | Laurent Dufaux           | Christophe Rinero         | Laurent Brochard          |
| 1999 | Benoît Salmon            | Aleksandr Vinokurov       | José Alberto Martínez     |
| 2000 | Didier Rous              | Georg Totschnig           | Tadej Valjavec            |
| 2001 | Iam Mayo                 | Benoît Salmon             | Christophe Moreau         |
| 2002 | Lance Armstrong          | Igor González de Galdeano | José Azevedo              |
| 2003 | Não se disputou          | Não se disputou           | Não se disputou           |
| 2004 | Christophe Moreau        | Viacheslav Yekímov        | Iker Flores               |

## Palmarés por países
| País          | Vitórias |
| ------------- | -------- |
| França        | 29       |
| Itália        | 9        |
| Espanha       | 6        |
| Bélgica       | 4        |
| Luxemburgo    | 1        |
| Países Baixos | 1        |
| Eslováquia    | 1        |
| Suíça         | 1        |